# Marius Delaby
Marius François Louis Delaby (ur. 13 czerwca 1890 w Vendeuvre, zm. 1973) – francuski lekkoatleta specjalizujący się w biegach sprinterskich, biegach płotkarskich i skoku wzwyż.
Delaby reprezentował Republikę Francuską podczas V Letnich Igrzyskach Olimpijskich w 1912 
w Sztokholmie, gdzie wystartował w trzech konkurencjach. W biegu na 100 metrów z nieznanym czasem zajął w swoim biegu eliminacyjnym miejsca 3-5 i odpadł z dalszej rywalizacji. W biegu na 110 metrów przez płotki wygrał swój bieg eliminacyjny z czasem 16,0 sekund i awansował do półfinału, gdzie zakończył swój bieg na trzecim, niepremiowanym awansem miejscu. W skoku wzwyż w fazie eliminacyjnej nie zaliczył żadnej wysokości.
Wicemistrz Francji w biegu na 110 metrów przez płotki (1912).
Reprezentował barwy paryskiego klubu SC Vaugirard.

## Rekordy życiowe
- bieg na 100 metrów – 11,0 (1912)
- bieg na 110 metrów przez płotki – 16,0 (1912)